# Ivolândia
Ivolândia es un municipio brasilero del estado de Goiás. 

## Historia
El desmonte de ese territorio se dio en 1939, por varias familias provenientes de la
Bahia y Minas Gerais, que se establecieron en los márgenes del Río Claro y del río
Encantado, atraídos por el oro y diamante abundantes en aquella región.
Después la donación de 5 alqueires de tierras a la Iglesia para la formación del patrimonio, fue
construida la Iglesia de Nuestra Señora D’Abadia, patrona local, en 1948 y la primera
escuela primaria en el año siguiente. Fue elevado a la categoría de municipio con la denominación de Ivolândia, por la Ley Estatal nº 861, del 5 de noviembre de 1953, separado de Aurilândia. Constituido del Distrito Sede e instalado el 1 de enero de 1954.

## Geografía

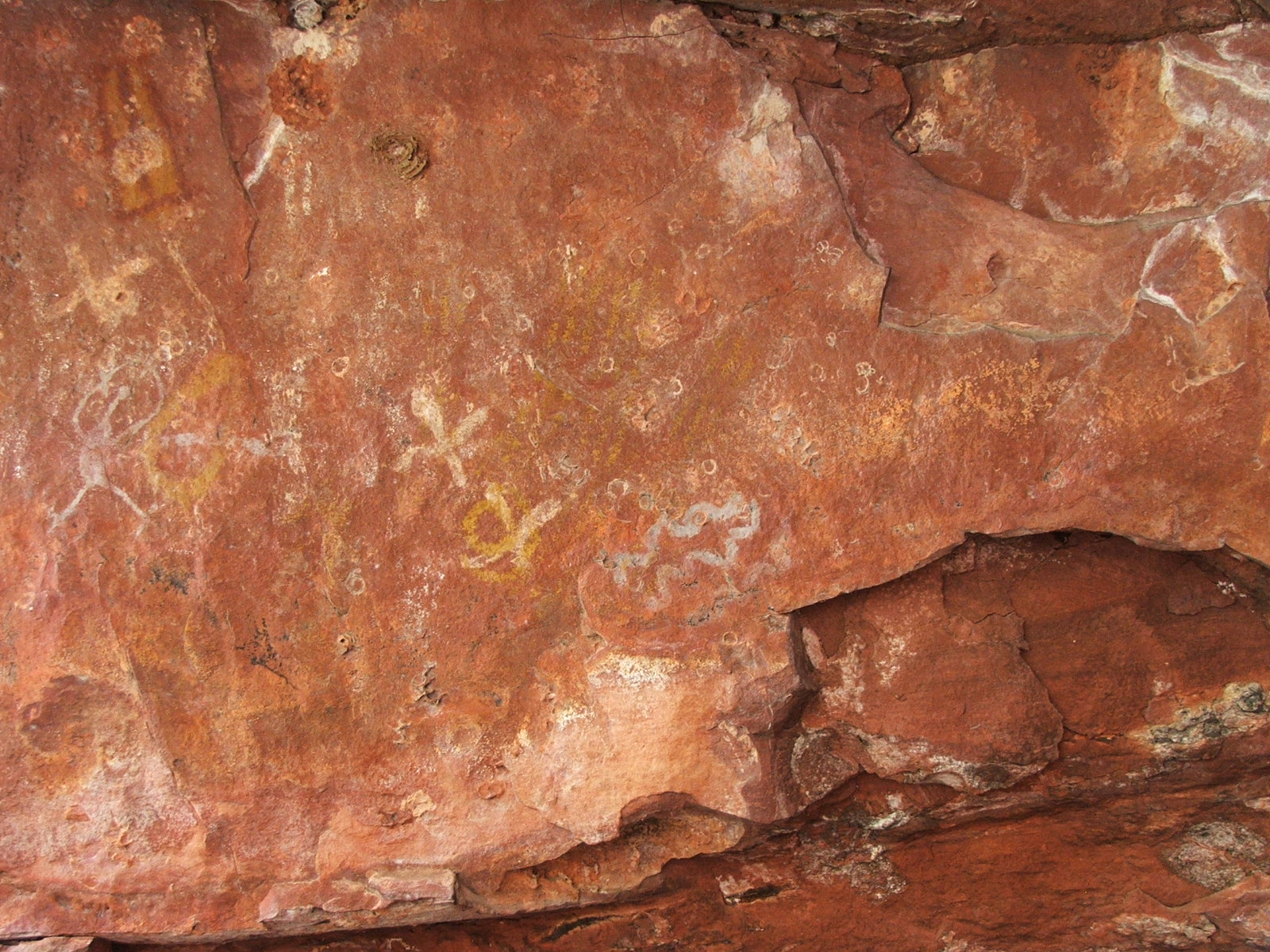
Pinturas Rupestres en la Ciudad de Ivolândia - GO
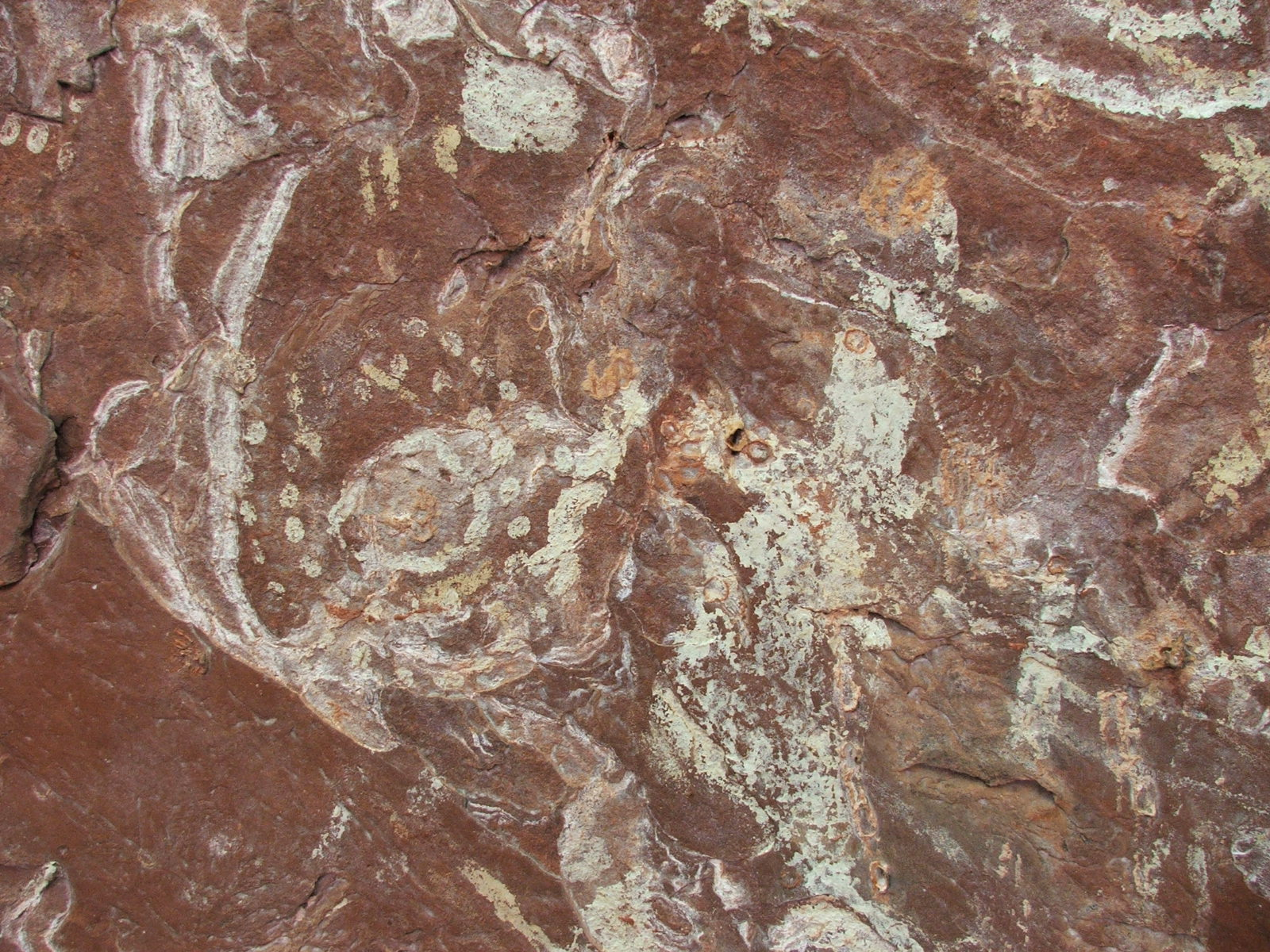
Pinturas Rupestres en la Ciudad de Ivolândia - GO
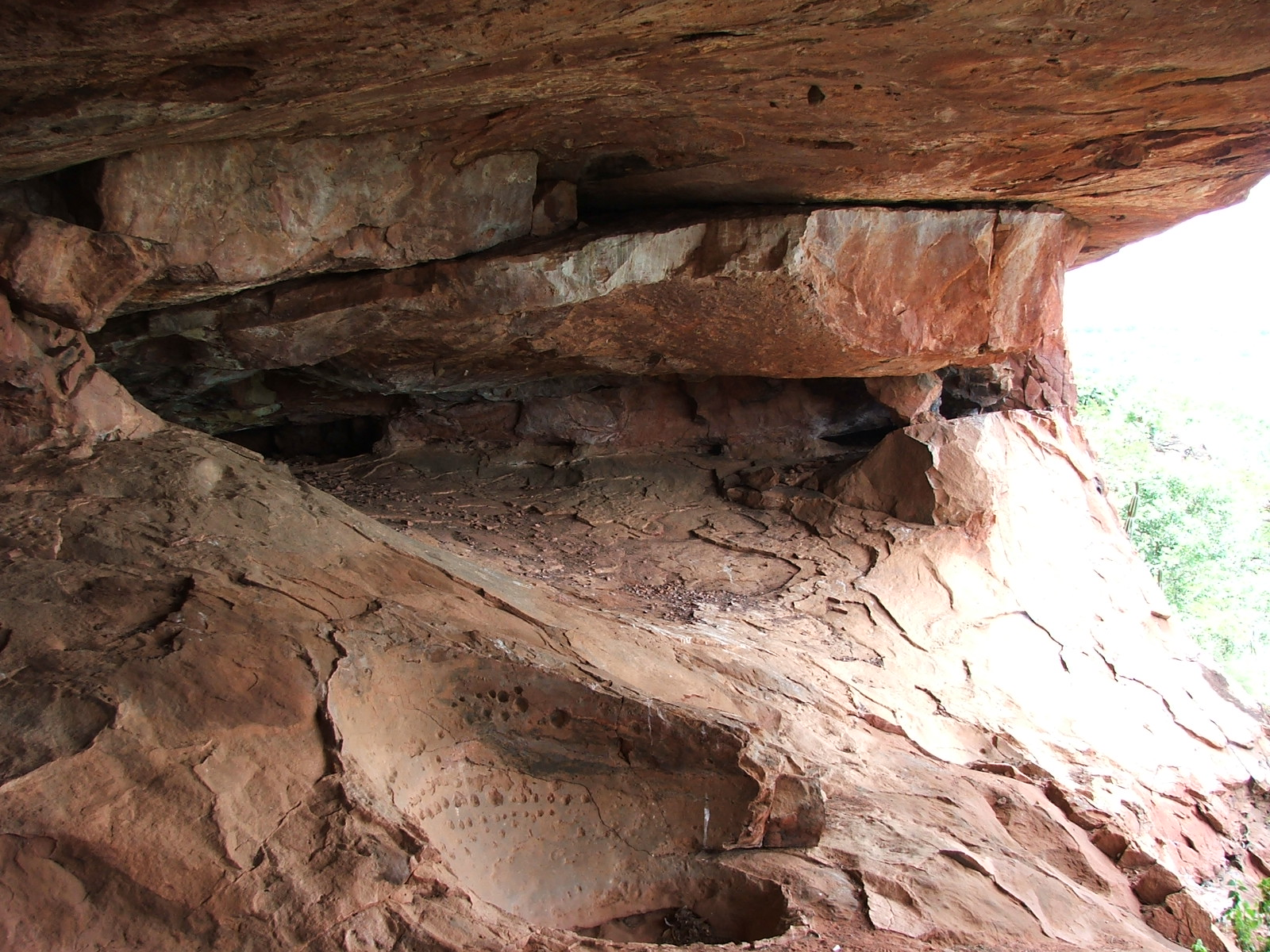
Pinturas Rupestres en la Ciudad de Ivolândia - GO
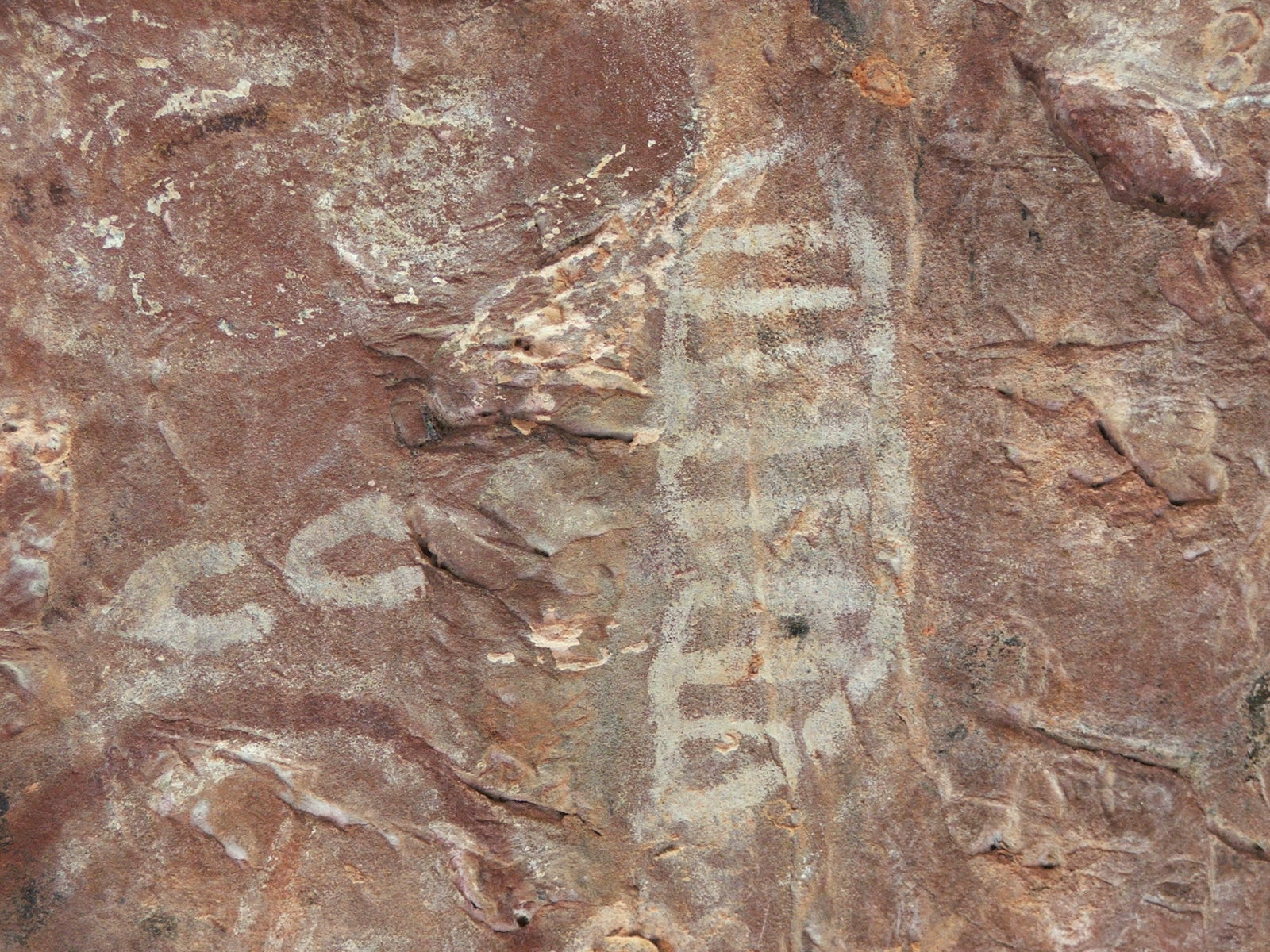
Pinturas Rupestres en la Ciudad de Ivolândia - GO

Su población estimada en 2004 era de 2.981 habitantes.